# Guy Verhofstadt

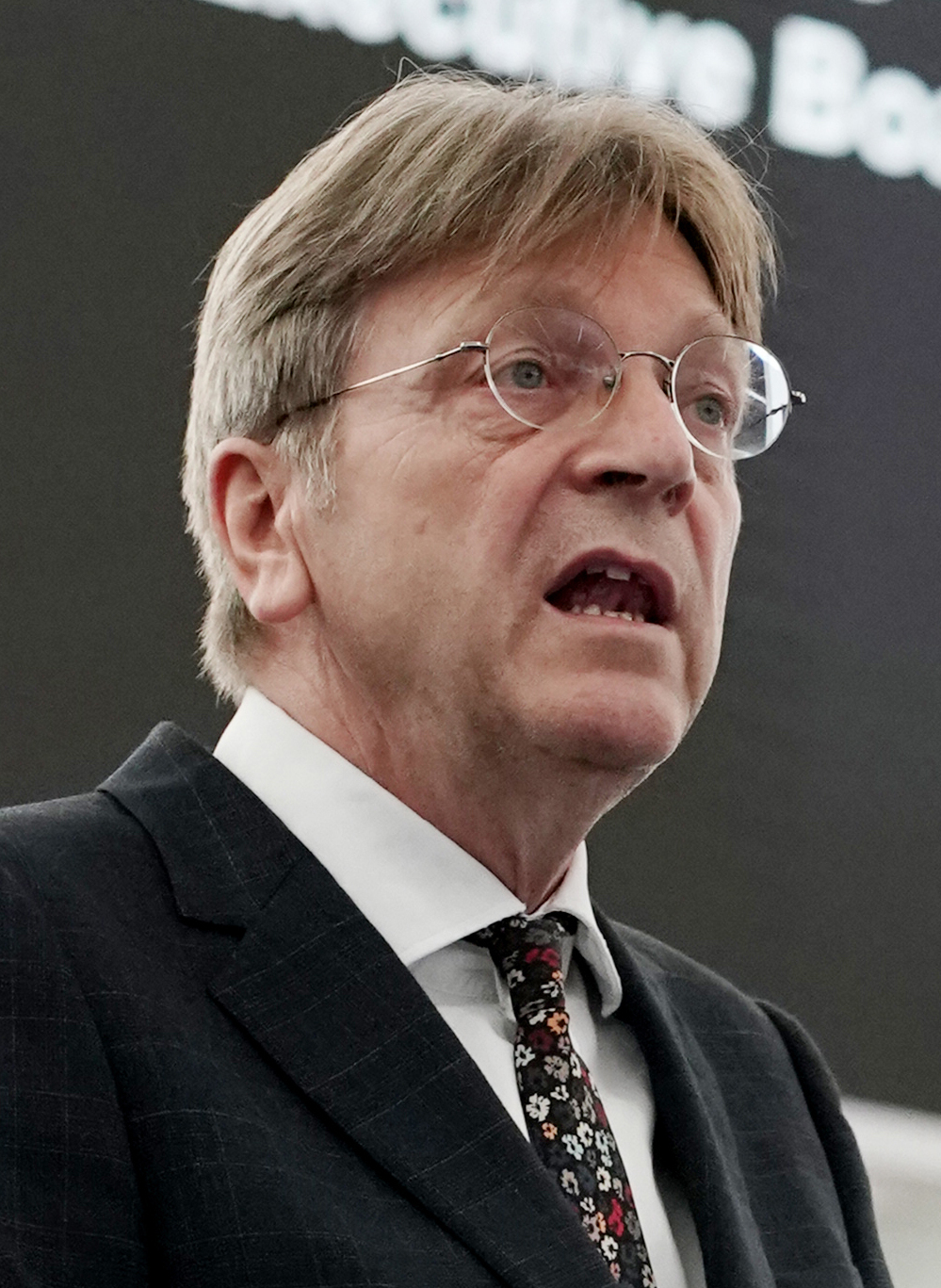
Guy Verhofstadt (2021)

Guy Maurice Marie Louise Verhofstadt anhörenⓘ (* 11. April 1953 in Dendermonde) ist ein belgischer Politiker der Flämischen Liberalen und Demokraten (Open Vld). Er war von 2009 bis 2024 Mitglied des Europäischen Parlaments, in dem er bis 2019 die liberale Fraktion ALDE leitete. Zuvor war er unter anderem von 1999 bis 2008 Premierminister Belgiens. Im September 2016 wurde er zum Chefunterhändler des Europäischen Parlaments für die Austrittsverhandlungen mit dem Vereinigten Königreich im Zuge des Brexits ernannt.

## Leben

### Ausbildung
Im Jahre 1970 absolvierte er das Abitur in Latein-Griechisch am Königlichen Athenäum in Gent. Das Lizenziat in Rechtswissenschaften erreichte er 1975 an der staatlichen Universität Gent. In der Folgezeit arbeitete er als Anwalt bei der Genter Anwaltskammer.

### Politische Tätigkeiten
Erste politische Erfahrungen sammelte er als Vorsitzender der flämischen Vereinigung liberaler Studenten von Gent, der er von 1972 bis 1974 war. Ab 1976 war er Mitglied im Gemeinderat der Stadt Gent und 1977 wurde er schließlich politischer Sekretär des PVV-Vorsitzenden Willy De Clercq. In den folgenden Jahren hatte er mehrere Posten inne, so war er erster Stellvertreter der Abgeordnetenkammer Gent-Eeklo (1978) und Vizepräsident des PVV-Verbandes im selben Bezirk (1979). Ebenfalls 1979 übernahm er den nationalen Vorsitz der Jung-PVV und wurde Vorstandsmitglied der PVV. Vorsitzender der PVV wurde er 1982. Bei den Parlamentswahlen am 13. Oktober 1985 gelang ihm der Einzug in die Abgeordnetenkammer. Bei diesen Wahlen blieb die CVP stärkste Partei; Wilfried Martens blieb Premierminister und bildete sein sechstes Kabinett (28. November 1985 bis 21. Oktober 1987) und sein siebtes Kabinett (21. Oktober 1987 bis 9. Mai 1987), beide mit einer Viererkoalition aus CVP, PRL, PVV und PSC. Verhofstadt gehörte also einer Regierungsfraktion an.
Ab 1988 war er Vorsitzender des Schattenkabinetts. 1989 wurde er wieder zum Vorsitzenden der PVV gewählt und 1992 erhielt er denselben Posten in der VLD. Nachdem er 1995 zum Staatsminister aufgestiegen war, wurde er im Mai desselben Jahren zum Senator gewählt und sofort Vizepräsident des Senats. Am 7. Juni 1997 übernahm er erneut den Vorsitz der VLD.
Zu dieser Zeit (bzw. vom 7. März 1992 bis 12. Juli 1999) war Jean-Luc Dehaene (CVP) Ministerpräsident; der CVP war es seit April 1979 durchgehend gelungen, den Ministerpräsidenten zu stellen.
Dies änderte sich bei den belgischen Parlamentswahlen am 13. Juni 1999: Durch die „Dioxin-Affäre“ verlor die CVP deutlich an Stimmanteil (22 statt 29 Parlamentssitze), die VLD wurde stärkste Partei (23 statt 21 Sitze) und Verhofstadt wurde Ministerpräsident.

### Regierungsfunktionen
Von 1985 bis 1988 war Verhofstadt Vizepremierminister und Minister für Haushaltsplanung und wissenschaftliche Forschung. Vom 12. Juli 1999 bis zum 20. März 2008 war er Belgiens Premierminister. Er bildete in dieser Zeit drei Kabinette:
- 12. Juli 1999 – 12. Juli 2003 Kabinett I,
- 12. Juli 2003 – 21. Dezember 2007  Kabinett II (nach den Parlamentswahlen am 18. Mai 2003[5]),
- 21. Dezember 2007 – 20. März 2008  Kabinett III (nach den Parlamentswahlen am 10. Juni 2007[6]).

Vor Verhofstadts Amtsantritt als Ministerpräsident hatte Belgien einige Polit- und Justizskandale erlebt. Verhofstadt war maßgeblich an radikalen Umgestaltungen des Systems beteiligt. Verhofstadts regierende Koalition wurde lila-grüne Koalition genannt; sie bestand aus den zwei liberalen, den zwei sozialistischen sowie den zwei grünen Parteien. Als Ministerpräsident wurde er im Frühjahr 2003 für eine zweite Amtsperiode bestätigt, diesmal in einer rein „lila“ Koalition mit Liberalen und Sozialisten.
Bei der belgischen Parlamentswahl vom 10. Juni 2007 verlor die Regierungskoalition deutlich an Sitzen, woraufhin Verhofstadt seinen Rücktritt einreichte.
Yves Leterme, Spitzenkandidat der christdemokratischen CD&V, versuchte sechs Monate lang erfolglos, eine neue Regierung zu bilden. Schließlich beauftragte König Albert II. am 3. Dezember Verhofstadt, in Gesprächen mit allen Parteien eine Lösung aus der Staatskrise zu finden. Ab dem 21. Dezember 2007 führte Verhofstadt eine Übergangsregierung aus flämischen und frankophonen Christdemokraten und Liberalen sowie den frankophonen Sozialisten, die bis zur Ernennung einer neuen Regierung unter Leterme bis zum 20. März 2008 im Amt blieb.

### Europäisches Parlament
Bei der Europawahl 2009 wurde Verhofstadt ins Europäische Parlament gewählt. Wenige Tage nach der Wahl kam er als möglicher Kandidat für das Amt des Kommissionspräsidenten ins Gespräch. Nachdem vor den Wahlen die Sozialdemokratische Partei Europas (SPE) keinen Gegenkandidaten für den konservativen Amtsinhaber José Manuel Barroso nominiert hatte, kündigte ihr Fraktionsvorsitzender Martin Schulz nach der Wahl an, eine mögliche Kandidatur Verhofstadts zu unterstützen. Auch aus der Europäischen Grünen Partei sowie der liberalen Europaparlamentsfraktion ALDE wurde Unterstützung geäußert. Verhofstadt selbst äußerte sich zunächst nicht dazu. Am 30. Juni 2009 wurde er als Nachfolger von Graham Watson zum Vorsitzenden der Fraktion ALDE gewählt.

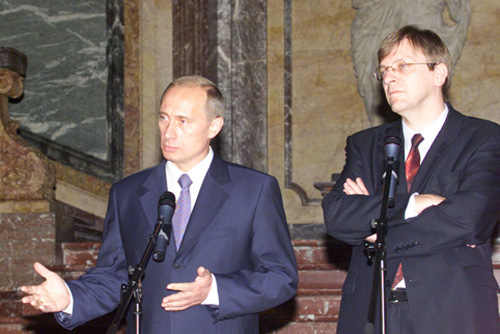
Wladimir Putin und Guy Verhofstadt auf einer Pressekonferenz in Belgien 2001

Seit 2010 ist Verhofstadt ein führendes Mitglied der Spinelli-Gruppe, die sich für den europäischen Föderalismus einsetzt.
In der Periode 2009 bis 2012 war Verhofstadt Mitglied in der Konferenz der Präsidenten und im Ausschuss für konstitutionelle Fragen.
Verhofstadt war der Spitzenkandidat der Liberalen für das Amt des Präsidenten der Europäischen Kommission bei der Europawahl 2014 und geriet wegen seiner hohen Nebenverdienste in die Kritik. So erhielt er im Jahr 2013 von der belgischen Investmentgesellschaft Sofina 130.500 Euro (Vergütungen und Sitzungsgelder) und von der belgischen Gastanker-Reederei Exmar 60.000 Euro; 2012 erhielt er von der niederländischen Versicherungsgesellschaft APG 42.840 Euro.
Verhofstadt wurde als EU-Politiker im Mai 2015 von Russland mit einem Einreiseverbot belegt.
Im Zusammenhang mit der Zuspitzung der Griechenlandkrise griff er in einer emotionalen, streckenweise wütenden Rede im Europäischen Parlament am 8. Juli 2015 den persönlich anwesenden griechischen Ministerpräsidenten Tsipras scharf an und forderte ihn auf, endlich die überfälligen Reformen im überdimensionierten aufgeblähten öffentlichen Sektor Griechenlands in Angriff zu nehmen und die Klientelwirtschaft, die auch er – Tsipras – selbst für seine Zwecke nutze, zu beenden. Die Privilegien für die Reedereien, das Militär, die orthodoxe Kirche, die politischen Parteien einschließlich Syriza und die griechischen Inseln müssten beendet werden, andernfalls werde das griechische Volk – nicht die griechische Regierung – die Zeche dafür bezahlen müssen. Die Wuttirade erlangte weite öffentliche Aufmerksamkeit.
Im September 2016 wurde er zum Chefunterhändler des Europäischen Parlaments für die Austrittsverhandlungen mit dem Vereinigten Königreich ernannt. Im Juni war sein ehemaliger Sprecher Didier Seeuws bereits zum Chefunterhändler des Europäischen Rates bestimmt worden, die Europäische Kommission hatte im Juli Michel Barnier zu ihrem Chefunterhändler bestimmt.

## Publikationen (Auswahl)
- De weg naar politieke vernieuwing: het tweede burgermanifest. Baarn, Antwerpen 1992, ISBN 90-5240-187-X.
- Angst, afgunst, en het algemeen belang. Hadewijch, Antwerpen 1994, ISBN 90-5240-299-X.
- De belgische ziekte: diagnose en remedies. Hadewijch, Antwerpen 1997, ISBN 90-5240-428-3.
- De vierde golf: een liberaal project voor de nieuwe eeuw. Houtekiet, Antwerpen 2002, ISBN 90-5240-692-8.
- mit Daniel Cohn-Bendit: Für Europa. Ein Manifest, übersetzt von Philipp Blom. Hanser Verlag, München 2012, ISBN 978-3-446-24187-9.
- „Der europäische Geist kennt keine Reparationsforderung. – Europas Kraft rührt gerade daher, dass es Ressentiments überwunden hat. Wenn Tsipras will, dass Deutschland seine Kriegsschuld begleicht, so ist dies falsch und primitiv.“ (Gastbeitrag in: zeit.de vom 13. Februar 2015.)
- 'Europe's Last Chance: Why the European States Must Form a More Perfect Union'. Basic Books, New York 2016, ISBN 978-0-465-09685-5.